# Bénédicte Linard
Bénédicte Linard (Ottignies, 22 augustus 1976) is een Belgisch politica voor Ecolo.

## Levensloop
In 1996 studeerde Linard af als kandidaat in Romaanse filologie aan de Université Saint-Louis in Brussel. Vervolgens behaalde ze in 1998 een aggregaat in de Franse letteren en in 1999 een licentie in de Romaanse filologie aan de UCL. Tijdens haar studies engageerde ze zich in verschillende studentenverenigingen. In 1995 werd ze in Saint-Louis voorzitter van het Centre d'Action universitaire en in juli 1996 werd ze verkozen in het uitvoerend comité van de FEF. Van oktober 1996 tot maart 1997 was ze vicevoorzitter van deze Franstalige studentenfederatie.
In 1999 begon Linard haar beroepsloopbaan als technisch assistent bij het Europees Comité voor Standaardisering. Vervolgens was ze van 2000 tot 2003 adjunct van de productie bij de filmproductiemaatschappij Cinémaginaire in het Canadese Montreal en van 2003 tot 2009 leerkracht Frans in de secundaire school Institut des Sœurs de Notre-Dame in Anderlecht. 
Ze werd politiek actief voor Ecolo en werd actief in de lokale werking in Edingen. Bij de Waalse verkiezingen van juni 2009 stond Linard als eerste opvolger op de Ecolo-lijst in het arrondissement Zinnik. Na deze verkiezingen was ze van 2009 tot 2012 secretaris van de kabinetschef van Waals minister Jean-Marc Nollet. In december 2012 werd ze lid van het Waals Parlement en het Parlement van de Franse Gemeenschap in opvolging van Olivier Saint-Amand, die burgemeester van Edingen was geworden. In de Waalse assemblee werd Linard lid van de commissies Openbare Werken, Landbouw, Landelijkheid en Patrimonium en Economie, Buitenlandse Handel en Nieuwe Technologieën. Ze ijverde ervoor om meer in te zetten op biologische landbouw en de korte keten, alsook mengde ze zich in dossiers betreffende de bestrijding van het gebruik van pesticiden en herbiciden en de bescherming van de biodiversiteit. In het Parlement van de Franse Gemeenschap zetelde ze in de commissie Onderwijs en diende ze een wetsvoorstel in om de voorwaarden voor de voortgezette opleiding van onderwijspersoneel te verbeteren. Bij de Waalse verkiezingen van mei 2014 werd ze door de enorme verkiezingsnederlaag van haar partij niet herkozen.
Ondertussen was Linard in oktober 2012 verkozen tot gemeenteraadslid van Edingen. In september 2014 trad ze toe tot het schepencollege, met de bevoegdheden Financiën, Werk, Gemeentepersoneel, Gezondheid, Gelijke Kansen, Gezin en Buitenschoolse Opvang. Na de gemeenteraadsverkiezingen van oktober 2018 werd ze opnieuw schepen, ditmaal met de bevoegdheden Financiën, Economische Ontwikkeling, Huisvesting en Energie. Ze bleef schepen tot in juni 2019 en zetelde daarna nog tot in oktober 2019 in de gemeenteraad. Daarnaast was ze van 2015 tot 2019 co-voorzitter van de provinciale Ecolo-afdeling in Henegouwen en van 2016 tot 2019 bestuurslid bij het CECP, de onderwijsraad voor steden en gemeenten in Franstalig België.
Bij de verkiezingen van mei 2019 werd Linard opnieuw verkozen in het Waals Parlement en indirect in het Parlement van de Franse Gemeenschap, ditmaal voor het arrondissement Doornik-Aat-Moeskroen. In het Parlement van de Franse Gemeenschap was ze van juli tot september 2019 fractieleider voor haar partij. In september 2019 werd ze dan viceminister-president en minister van Cultuur, Media, Kinderopvang, Gezondheid en Vrouwenrechten in de Franse Gemeenschapsregering. Linard bleef minister tot in juli 2024 en nam toen haar parlementaire functies terug op, mandaten waarvoor ze in juni 2024 opnieuw werd verkozen.